# Pałac Gustawa Adolfa Kindermanna w Łodzi
Pałac Gustawa Adolfa Kindermanna – pałac znajdujący się przy ulicy Piotrkowskiej 151 w Łodzi.

## Historia
Projekt dwupiętrowego pałacyku wykonany został przez Karla Seidladla Gustawa Adolfa Kindermanna (brata Juliusza Roberta Kindermanna, właściciela pałacu przy ulicy Piotrkowskiej 137/139). Pałac oddano do użytku rok później. Gustaw Adolf Kindermann swojej siedziby przy głównej ulicy miasta dorobił się w 46 roku życia. Urodził się w Łodzi, jako jedno z trzynaściorga dzieci Franciszka Kindermanna, właściciela fabryki wyrobów bawełnianych i wełnianych usytuowanej przy ulicy św. Andrzeja 63.
W 1916 roku w pałacu mieścił się Oddział Łódzki Wydziału Rejestracji Strat Wojennych przy Radzie Głównej Opiekuńczej.

## Architektura
Według projektu Karla Seidla wkrótce stanął dom na wąskiej parceli, sięgającej do ulicy Spacerowej (obecnie Tadeusza Kościuszki). Składał się z dwupiętrowego budynku frontowego i jednej długiej trzypiętrowej oficyny. Całość otrzymała formę włoskiego renesansu, widocznie na życzenie właściciela, bowiem wówczas wydawała się ona już anachroniczna.
Romantyczna fasada frontowa stojąca na granitowym cokole, oblicowana została płytami z piaskowca (co jest ewenementem w łódzkiej architekturze) sprowadzonego z Kielc. Wieńczy ją gzyms mocno występujący przed lico. Środek elewacji na pierwszym piętrze zdobi arkadowy wykusz z oknami dwudzielnymi po bokach i oknem trójdzielnym ponad nim. Wszystkie okna i otwór bramy usytuowany po lewej stronie fasady, zamknięto półkoliście. Parter wraz ze sklepieniami okiennymi jest silnie boniowany.
Elewację oficyny zdobiła duża arkadowa loggia, z której prowadziło kamiennymi schodami zejście do ogrodu. Parter budynku frontowego z wejściem od ulicy służył celom handlowym, znajdujące się tu duże pomieszczenie Kindermann wynajmował. Piętra części frontowej i oficyn służyły za reprezentacyjne mieszkanie właściciela. Do tej części prowadziło wejście z sieni przejazdowej, przez wyłożoną marmurem ozdobną klatkę schodową. Wystrój wnętrz pałacu był na bardzo wysokim poziomie. Zdobiły je marmury, boazerie wykonane ze szlachetnych gatunków drewna, bogate sztukaterie o formach neorokokowych, oraz meble wykonane na zamówienie.
Budynek wpisany jest do rejestru zabytków pod numerem A/51 z 20.01.1971.

## Uwaga
1. ↑  Dotychczasowo uznawano Franciszka Chełmińskiego za projektanta. Było to błędne przekonanie, związane z faktem, iż jako miejski architekt podpisywał wiele projektów budynków[3].